# Provalvatidae
Provalvatidae zijn een uitgestorven familie van weekdieren uit de klasse van de Gastropoda (slakken).

## Taxonomie
De volgende taxa zijn bij de familie ingedeeld:
- † Provalvata Bandel, 1991[1]
  -  † Provalvata helicoides (de Loriol, 1865)
  -  † Provarvata sabaudiensis (Maillard, 1884)
    - =  † Valvata sabaudiensis Maillard, 1884